# Teodora (série de livros)
Teodora é uma série literária com quatorze livros criada pela escritora portuguesa de literatura infanto-juvenil Luisa Fortes da Cunha.

## Obras
A cronologia da série literária Teodora:
- 2002: Teodora e o Segredo da Esfinge
- 2002: Teodora e a Poção Secreta
- 2003: Teodora e os Três Potes Mágicos
- 2003: Teodora e o Livro dos Feitiços
- 2004: Teodora e o Caldeirão Sagrado
- 2004: Teodora e as estátuas Misteriosas
- 2005: Teodora e a Ilha Invisível
- 2006: Teodora e o Relógio Mágico
- 2007: Teodora e os Anéis Lendários
- 2007: Teodora e o Mistério do Vulcão
- 2008: Teodora e o Segredo do Manuscrito Chinês
- 2010: Teodora e a Pedra de Âmbar
- 2011: Teodora e a Espada Lendária
- 2014: Teodora e a Cidade de Ouro

## Sinopse
Teodora e o Segredo da Esfinge
Este livro foi adaptado para o cinema em formato longa-metragem, com co-produção luso-espanhola.

### Teodora e a Poção Secreta
Teodora e a Poção Secreta é a segunda aventura, Teodora tem uma surpresa, o encontro com a sua irmã mais velha, Bárbara.
No entanto, a felicidade da jovem fada não dura muito tempo: primeiro é a presença de Artur, um colega de escola, que a faz sentir-se estranhamente mal (tem uma energia enigmática.....), depois, o anel mágico é roubado; e mais tarde, Bárbara é raptada. Sem falar que o Encontro Anual de Fadas também não corre da melhor maneira. Quem estará por detrás de tudo isto? O Encontro Anual desenrola-se nos Cromeleques dos Almendres, um lugar megalítico e mágico.
Neste Encontro Anual, Teodora deve ser portadora de uma poção secreta mas algo acontece e ela e os amigos têm de se deslocar a um castelo no meio do rio, o Castelo de Kromliov-Grazz. Nesse percurso, ela encontra-se com um gigante (um encontro não muito amistoso no início, mas depois algo faz mudar a opinião do gigante e este passa a ajudá-la).
No castelo quando passa nos túneis subterrâneos, Teodora vê muitas coisas (fantasmas, o homem do cavalo branco, a princesa que chora…).
Teodora e os amigos vão conhecer imensas criaturas: spriggans, boobrie. Nesta aventura, Teodora tem por missão fazer um estudo sobre perfumes e criar uma misteriosa poção mágica.
Mas Pooka, a fada maléfica quer a poção secreta, e Teodora vai ter de lutar….

### Teodora e os Três Potes Mágicos
Teodora e os amigos, Gil e Alex, vêem-se envolvidos numa grande aventura com imensos mistérios, enigmas a descobrir e muita magia.
Como sempre vão ao Encontro Anual de Fadas e dos outros seres do mundo paralelo e a seguir começa a aventura: Começam por chegar a uma floresta especial (a floresta dos 1000 olhos, 1000 ouvidos e 1000 bocas), encontram-se com um leprechaun que lhes diz algo… Um espelho mágico diz-lhes qualquer coisa de muito importante. Depois os três amigos dirigem-se à grande montanha onde se encontra uma lagoa no seu cume.
Esta lagoa está cheia de lendas. Alguém disse que aquela lagoa era tão funda que não tinha fundo, mas alguém também disse à superfície da água apareciam bocados de barcos naufragados no mar. Teodora, Alex e Gil entram na lagoa, mas primeiro têm um encontro com um navio fantasma com um homem fantasma.
Quando Teodora está dentro da lagoa encontra-se com vários monstros perigosos (o monstro das cinco bocas; o homem das sete dentaduras… e outros).
Eles encontram-se com a moura encantada que vive dentro da lagoa, encontram um palácio com três salas cobertas de diamantes. Encontram uma grande capa de um rei coberta de pedras preciosas e têm de decifrar o código das constelações.
Depois encontram uma porta que é guardada por um gato bravo. O gato só desaparece se conseguirem descobrir as 13 palavras mágicas. Quando Teodora descobre as 13 palavras, o gato desaparece e a porta abre-se. Quando passam a porta estão noutro local, e não na lagoa.
Aí encontram os três potes mágicos, mas Pooka, a fada má também os quer. Teodora terá de lutar com Pooka.
Eu posso dizer que os três potes contêm: um ouro, outro azeite e outro peste. Nós não sabemos quais os potes bons e qual o mau por isso não podemos abrir nenhum, mas Pooka quer abri-los.

### Teodora e o Livro dos Feitiços
Neste livro um livro foi roubado de uma importante biblioteca (Biblioteca do Mosteiro de Mafra).
Depois de se dirigirem ao local do Encontro Anual de Fadas, desta vez na Ilha de Saturno (Ilhas Berlengas), Teodora e os seus amigos (Alex e Gil) vão ter de atravessar o Atlântico. Vão atravessá-lo em gigantes cascas de ovos.
Quando atravessam o oceano, na frente deles, aparecem duas grandes rochas. Essas rochas movem-se quando um ser vivo passa no meio. Teodora vai ter de atravessá-las sem voar.
Bem! Ela vai ter a ajuda do seu tapete mágico: primeiro, o tapete voa até às rochas (mas o tapete não é um ser vivo!!! … ele tem um segredo…) e quando as rochas esmagam o tapete elas se separam novamente. É nessa altura a oportunidade de Teodora passar. Depois de atravessarem o oceano, Teodora e os seus amigos vão viajar através  de um canal aéreo invisível. Depois disso, param numa montanha que é o centro magnético da Terra. Muitos mistérios vão ter de ser resolvidos e Teodora encontra uma passagem  no  centro da Terra. Aí, encontram um túnel por onde caminham , onde  eles encontram uma nova biblioteca igual àquela de onde foi a roubado ao livro dos feitiços.
Mas Pooka, a fada maléfica está lá e de novo Teodora vai ter de lutar com ela.

### Teodora e o Caldeirão Sagrado
Em Teodora e o Caldeirão Sagrado, Teodora, Alex e Gil vão até à antiga cidade de Olímpia (Grécia), a cidade dos primeiros Jogos Olímpicos.
Eles precisam de encontrar o Caldeirão Sagrado que contém uma importante substância: ambrósia - o alimento que dá a imortalidade. O alimento dos deuses gregos.
Teodora e os amigos vão até Olímpia e aí eles vêem fantasmas de antigos atletas e subitamente recebem uma mensagem que diz: Devem correr o mais rápido que puderem estes 200 metros.
Eles correm, correm, correm e quando atravessam a linha final, aparece uma estrada de luz.... Mas não era luz era algo que queimava.
Eles correram de novo, mas algo aconteceu ao Alex. Depois Teodora e os amigos têm de abrir uma enorme porta, chamada a porta do leão, mas para a abrirem têm de decifrar um código. Uma grande máscara de ouro vem falar com eles. A máscara disse-lhes que teriam de percorrer um labirinto que encerrava um monstro - Minotauro (mas o Minotauro fora morto há muitos anos!!!…). Teodora tem de encontrar a saída do labirinto e lutar com a medusa.
Do sangue de medusa nasce um cavalo alado que transporta Teodora e os amigos até ao local onde se encontra o caldeirão com ambrósia.
Mas não é assim tão fácil. Quando Teodora chega à porta do Monte Olimpo para ver os deuses, Pooka, a fada má, aparece e também quer o caldeirão.
Depois, Teodora participa nos Jogos Olímpicos e defronta num duelo a fada rival Cirila.

### Teodora e as Estátuas Misteriosas
Nesta história, Teodora vai ao Encontro Anual de Fadas que se desenrola nas Ilhas Selvagens. Depois de várias situações e enigmas para resolver ela mais os amigos partem para a Ilha de Páscoa.
Há uma explicação sobre as teorias que dizem que a Atlântida, o continente perdido fica no oceano Atlântico e os Açores e a Madeira são as suas pontas visíveis. Mas há um outro continente perdido, desta vez no oceano Pacífico a que se chamou Lemur e a sua ponta visível é a Ilha de Páscoa. A ilha das estátuas gigantes. Quem as pôs lá?
A aventura passa também pelas ilhas Galápagos e está cheia de enigmas para decifrar.

### Teodora e a Ilha Invisível
Nesta aventura, o Encontro Anual de Fadas realiza-se numa terra celta e é daí que Teodora, Alex e Gil partem para o Reino Unido.
Toda a história passa-se no Reino Unido (a ilha invisível é uma ilha verde que fica perto da costa de Pembrokeshire e que só é visível através de um arbusto mágico). Nesta aventura, Teodora e os amigos vão passer por Gors Fawr, Tara, Newgrange, Scotland, Avebury, Silbury (o Rei Sil e o seu tesouro!!!), Stonehenge, Cornwall, and Tintagel Castle, e o Rei Artur????
Que tipo de magia se vai passar aí?
Teodora tem de procurar um cálice com propriedades mágicas que foi roubado…
Este livro está cheio de mistérios e enigmas para decifrar.

### Teodora e o Relógio Mágico
Reza a lenda que, desde o século XIV, um homem produz relógios com propriedades invulgares, e que um em especial permite manipular o passado, presente e futuro ao sabor dos desejos do seu proprietário. No Encontro Anual de Fadas, Teodora é alertada para a intenção da maléfica Pooka de se apoderar do relógio mágico, o que, a acontecer, traria grandes perigos para o Mundo Paralelo. Teodora e os seus amigos estão decididos a impedi-lo e vão passar por perigosas aventuras para o conseguir. Mas os desafios são arriscados e nada nos garante que desta vez serão bem-sucedidos.
Desde encontrar a biblioteca sepultada dos papiros até decifrar um verdadeiro código Da Vinci são alguns dos desafios propostos…

### Teodora e os Anéis Lendários
Nesta história, Teodora encontra uma pedra misteriosa com inscrições num alfabeto muito antigo. Esta pedra é apenas o início de um grande enigma. Teodora terá de encontrar o pergaminho que contém os segredos do futuro e os nove anéis lendários e mágicos. Muitos serão os perigos por que vão passar, Teodora, Alex e Gil. Elfos obscuros, serpentes gigantes e outros monstros perigosos vão estar no caminho de Teodora. Poderá esta aventura na Escandinávia garantir a segurança do Mundo Paralelo ?

### Teodora e o Mistério do Vulcão
Depois de Teodora ter acesso ao diário da sua irmã Ângela, ela descobre que o Vulcão dos Capelinhos encerra um grande mistério. Quando Teodora, Alex e Gil se deslocam até ao local do Encontro Anual descobrem uma mensagem enigmática nas paredes do farol dos Capelinhos. Essa mensagem vai obrigá-los a atravessar o Oceano Atlântico e encontrar o misterioso Triângulo das Bermudas. Teodora acaba por descobrir qual a razão por que é que nesse local desaparecem barcos e caem aviões…Mas a aventura não fica por aqui e Teodora e os amigos descobrem um monte nos Estados Unidos que tem um segredo fabuloso e que vai estar ligado ao Vulcão dos Capelinhos.